# Anacis atrorubra
Anacis atrorubra är en stekelart som först beskrevs av Henry Keith Townes, Jr. 1970.  Anacis atrorubra ingår i släktet Anacis och familjen brokparasitsteklar. Inga underarter finns listade i Catalogue of Life.